# امال خمطاش
امال خمطاش  (ولدت 04 مايو 1981 ببجاية، الجزائر) هي لاعبة كرة طائرة وكرة شاطئية جزائرية. شاركت مع المنتخب الجزائري في الألعاب الأولمبية 2012.

## مشوار

### الأندية
- النادي الحالي : المجمع الوطني البترولي (مولودية الجزائر سابقا)
- النادي السابق : ناصرية بجاية

## مقالات ذات صلة
- منتخب الجزائر لكرة الطائرة سيدات
- البطولة الجزائرية لكرة الطائرة سيدات

## روابط خارجية
- امال خمطاش على موقع قاعدة بيانات الكرة الطائرة الشاطئية (الإنجليزية)
- امال خمطاش على موقع عالم الكرة الطائرة (الإنجليزية)
- امال خمطاش على موقع أوليمبيديا (الإنجليزية)